# آوستان (شهرستان قدم‌جای)
آوستان (به لاتین: Austan) یک منطقهٔ مسکونی در قرقیزستان است که در شهرستان قدم‌جای واقع شده‌است. آوستان ۲۱۶ نفر جمعیت دارد و ۱٬۴۷۷ متر بالاتر از سطح دریا واقع شده‌است.